# Dita Liepkalne
Dita Liepkalne (Riga, 30 aprile 1987) è un'ex cestista lettone.

## Carriera
Con la Lettonia ha disputato due edizioni dei Campionati europei (2013, 2015).